# 姫乃えみり
姫乃 えみり（ひめの えみり、1983年10月16日 - ）は、日本のAV女優・元ストリッパー。エルプロモーション所属。
身長:168cm。スリーサイズ:B84・W60・H84cm。

## 略歴・人物
2009年にデビューした熟女系AV女優である。母乳を出すことができ、それにちなんだ出演作品がある。
2010年8月1日に東洋ショー劇場でストリップデビュー。

## 出演作品

### アダルトビデオ
2009年
- 素人口げんか 3（9月20日、プールクラブ・エンタテインメント）
- 母乳オーケストラ 中出し交響曲（10月15日、ワープエンタテインメント）
- 新婚コスプレ母乳若妻（10月19日、CROSS）
- 発情する母乳ママたち 〜ドすけべシングルマザー編（11月13日、アロマ企画）
- 人妻をナンパしたら母乳が出たぁ〜 3（11月13日、MAGIC6）
- 2時間で母乳の全てがわかるDVD 学校では教えてくれない!! 誰でも解かる大人の授業（11月19日、SODクリエイト）
- 母乳ママ大好き 6（11月20日、クラスタープロ）※「姫野」名義
- 母乳奥さん卵巣受精（11月25日、豊彦企画）※「吉野純奈」名義

2010年
- スーパーヒロイン野外凌辱 闘忍戦隊シャドウレンジャー編（1月8日、GIGA）
- 母乳ママ集まれ3連射（2月1日、ケイ・アイ・エージェンシー）
- 借金女のセックス地獄（2月25日、ながえスタイル）※「姫野えみ」名義
- 半裸浪漫（2月25日、ながえスタイル）※「姫野えみ」名義
- スーパーヒロイン危機一髪!! Vol.32 月光の戦士ラルーナ 前編（3月12日、GIGA）
- スーパーヒロイン危機一髪!! Vol.33 月光の戦士ラルーナ 後編（3月26日、GIGA）
- ヒロイン凌辱 Vol.29 ブルーウィング（5月14日、GIGA）
- 密録調教レズビアン（7月1日、グローリークエスト）
- 悪のヒロイン陵辱 皇女キマイラ編（8月13日、GIGA）
- 奴隷ソープに堕ちた新入社員（9月7日、アタッカーズ）
- 最強生ナンパ人妻中出し 2（9月24日、クリスタル映像）
- 盗撮密室録 マッサージ師の極秘テクニックに悶えてイキまくる熟女たち（11月4日、グローリークエスト）
- スーパーヒロイン鬼畜大凌辱 チャージマーメイド完全版（11月12日、GIGA）

2011年
- 個人撮影会のモデルさんが僕の勃起したチ○ポを見て発情するなんて…（8月15日、スターパラダイス）

2012年
- 水野碧×真性ドM調教（1月16日、マキシング）
- 自らの夢を実現させる為に超有名楽団に在籍する現役ヴァイオリン奏者は連続10SEX&ぶっかけ15連発されながら弾き続ける事はできるのか!?（4月5日、SODクリエイト）
- 最高のオナニーの為に 痴女責めハーレム3D（4月15日、3D MASTER）
- 給尿器 コップで、直で、新鮮オシッコをご家庭で（10月19日、V&Rプランニング）

2013年
- 手コキクリニック ファン感謝祭 2013（1月10日、SODクリエイト）
- 不感症の女 高慢女王様編（4月19日、コロ蔵）
- 妄想エステ 目隠しさせてチ○コで全身刺激をあたえたら…（4月20日、スターパラダイス）
- 美人バイオリニストと中年男 濃厚接吻フォルティッシモ（9月5日、ヒビノ）

2015年
- 富裕層の家政婦アソビ ご主人様の性処理玩具となった私（4月20日、スターパラダイス）
- 個人撮影のモデルさんが、勃起チ○ポで興奮するなんて…（9月20日、スターパラダイス）

2020年
- 出会い系使って毎日中出し浮気三昧の40歳人妻ビッチ、性欲有り余ってAV DEBUT 「旦那には内緒ですが、子供は誰の子か分かりません笑」（12月12日、マーキュリー）
- どすけべ妊婦フィスト セックスレスの腹ボテ妻、旦那に内緒でAV出演。欲求不満大爆発の果てにこちらが不安になるほど乱れまくるの巻。（12月19日、キチックス/妄想族）

### テレビドラマ
- LADY〜最後の犯罪プロファイル〜 Episode5（2011年2月4日、TBS） - 死体役